# Medalla Imtiaz
La Medalla Imtiyaz / Medalla Imtiaz (en turco: İmtiyaz Madalyası) fue una condecoración militar otomana, instituida en 1882. Fue presentada en dos clases, oro y plata. La medalla de oro era la más alta condecoración militar otomana por valentía. Cuando fue concedida durante la I Guerra Mundial, la medalla era portada con un broche del mismo tipo de metal que la medalla. El broche representaba sables cruzados, con la fecha 1333 (1915).